# Cluring (Kalitengah)
Cluring is een bestuurslaag in het regentschap Lamongan van de provincie Oost-Java, Indonesië. Cluring telt 609 inwoners (volkstelling 2010).